# Unternehmen Mammut
Das Unternehmen Mammut (Mammut ist die eingedeutschte Form von Mahmud, nach Mahmud Barzandschi) war der Deckname einer deutschen Militäroperation für ein deutsches Kommandounternehmen aus dem Jahr 1943 der Abteilung Abwehr II (Sabotage und Zersetzung) des Amtes Ausland/Abwehr der Wehrmacht während des Zweiten Weltkrieges.

## Zweck
Ziel war die Instrumentalisierung der Kurden gegen die britische Herrschaft. Leutnant Gottfried Müller, unterstützt von zwei Soldaten mit Orienterfahrung, Friedrich Wilhelm Hoffmann und Georg Heinrich Adalbert Konieczny, sowie dem irakischen Kurden Ramzi Nafi Agha, war damit beauftragt, Verbindung zu Mehmûd Berzincî im Raum Kirkuk herzustellen, Sabotageakte im Ölgebiet auszuführen und einen antibritischen Aufstand im Nordirak vorzubereiten. Zwei weitere Gruppen, bestehend aus Spezialisten für Astronomie und Wüstenkunde, Sprachkundler für Persisch, Arabisch und Türkisch sowie Medizinern zur Aufbau einer zivilen Versorgung sollten nach Etablierung der ersten Gruppe folgen und neben Propaganda und mentaler Gewinnung auch eine Art nation building beginnen. Beteiligt wurden daher  auch deutsche Orientwissenschaftler, hier vor allem Karl Hadank, der wissenschaftliche Nachlassverwalter des im Kaiserreich recht prominenten Sprachforschers Oskar Mann (gest. 1917), und insbesondere Werner Caskel, ein Mitarbeiter Max von Oppenheims. Ramzi Nafi Agha, der auf seinem Weg nach Deutschland über den Bosporus und den Balkan etliche Kontakte zu englandfeindlichen Politikern der nationalistischen Regierung von Rashid al-Gailani sowie deutschen Agenten in Istanbul hatte, traf bei der Vorbereitung des Unternehmens sowohl Hadank als auch Caskel.
Dieser Auftrag stand bereits in Adolf Hitlers Weisung Nr. 30 für die Kriegführung vom 23. Mai 1941: „Die arabische Freiheitsbewegung ist im Mittleren Orient unser natürlicher Bundesgenosse gegen England. In diesem Zusammenhang kommt der Erhebung des Irak besondere Bedeutung zu. Sie stärkt über die irakischen Grenzen hinaus die England feindlichen Kräfte im Mittleren Orient, stört die englischen Verbindungen und bindet englische Truppen sowie englischen Schiffsraum auf Kosten anderer Kriegsschauplätze.“

## Durchführung und Folgen
Die Mission scheiterte bereits am ersten Tag. Die Waffen- und Ausrüstungsbehälter gingen beim Fallschirmabsprung verloren und die Gruppe landete 300 km entfernt von dem beabsichtigten Ziel. 12 Tage später verhafteten die Briten die Akteure. Ramzi und die deutschen Offiziere kamen in britisch-irakische Gefangenschaft, wurden gefoltert und zum Tode verurteilt. Die deutschen Teilnehmer wurden 1947 in britische Militärlager in Deutschland verbracht und später entlassen. Ramzi erhielt lebenslange Haft, wurde wegen geistiger Erkrankung aber 1947 aus der Gefangenschaft entlassen; er starb 1949 in seiner Heimatstadt Erbil.

## Historische Bedeutung
Das Unternehmen Mammut hatte keine herausragende militärische Bedeutung für den Zweiten Weltkrieg, auch weil
im Irak zu der Zeit keine Kriegsfront verlief. Indes ist Ramzi Nafi, dessen Familie in der Hauptstadt der Autonomen Region Kurdistan (Erbil) hohes soziales Prestige zukommt, für das kurdische Selbstverständnis in dieser Region bedeutsam. In Erbil wurde zum Beispiel eine Straße nach ihm benannt und Lehrveranstaltungen an der Erbiler Salahaddin-Universität abgehalten. In Ramzis Familie herrscht bis in die Gegenwart eine spürbar englandkritische Einstellung.